# Palais de Tansen
Le palais de Tansen (ou Tansen Durbar) est un bâtiment au centre de la ville de Tansen, au Népal.  Construit en 1927 et autrefois résidence des gouverneurs de la région de Palpa, il est aujourd’hui centre administratif du district et contient un petit musée à la mémoire de l’ancienne principauté de Palpa.

## Histoire
Le palais, un quadrilatère flanqué de deux modestes tours carrées sur son flanc oriental, fut construit par le général Pratap Shamsher J.B. Rana en 1927 en remplacement d’un autre palais, beaucoup plus petit, qui était la résidence d’été des princes de Palpa.  Pratap Shamsher, appartenant à la puissante famille régnante des Rana et gouverneur de la région de Palpa depuis 1924, est considéré comme le fondateur de la ville moderne de Tansen, pour laquelle il construisit notamment un système d’arrivage d’eau potable.
Durant les années d’insurrection maoïste (1996-2006), la ville de Tansen fut souvent la cible d’attaques des  guérilleros maoïstes. Lors d’une de ces offensives, le 31 décembre 2005, le palais de Tansen, siège de l’administration civile du district, fut incendié et complètement détruit. 
Après un intense débat, il fut décidé de le reconstruire à l’identique, bien que le palais n’ait pas de valeur architecturale particulière. Le « nouveau » palais fut ouvert en 2008.

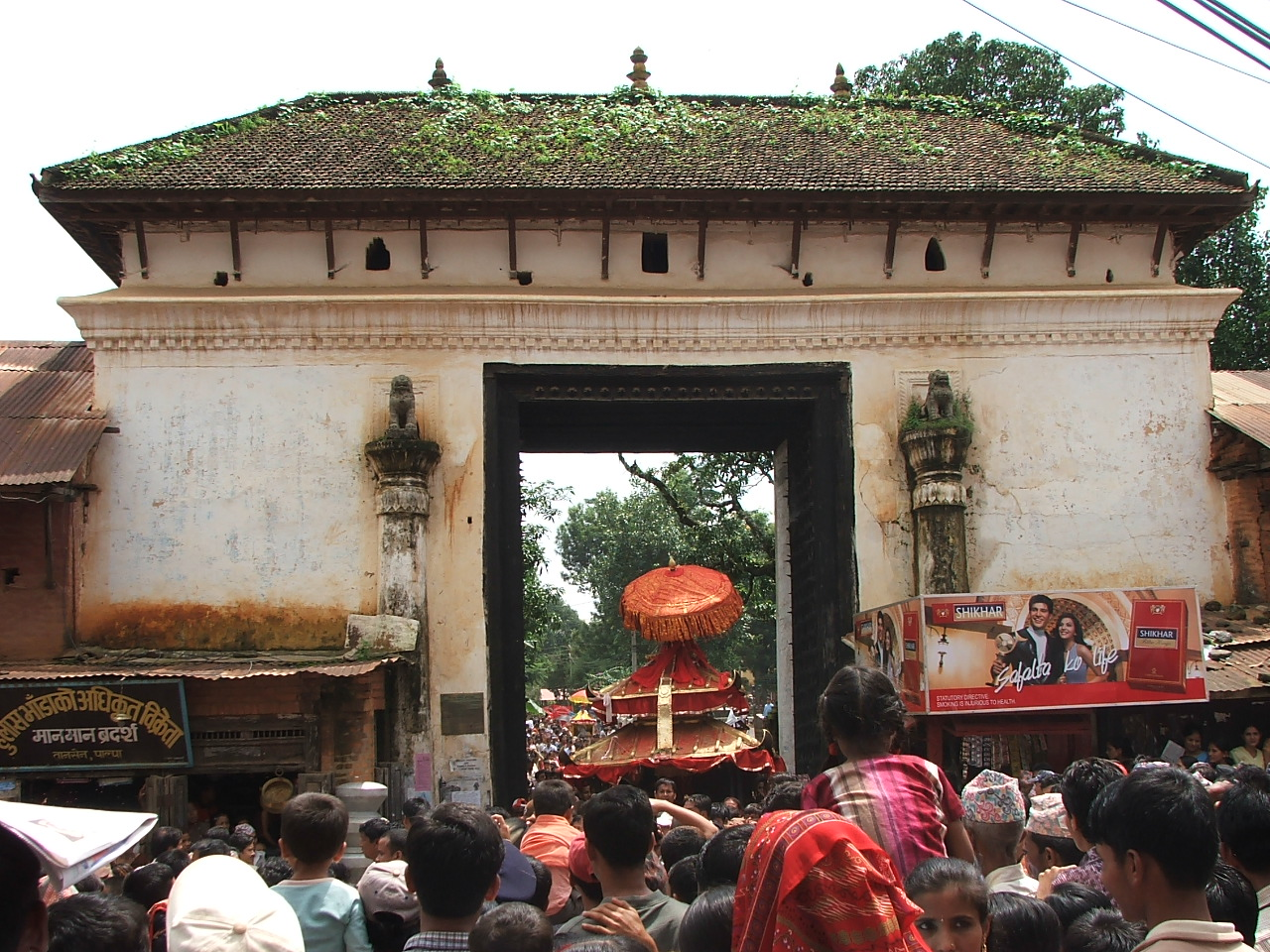
Le char de la déesse Bhagwati passe par la 'Muldhoka'

## Description
Quadrilatère régulier de trois étages (quatre pour les deux tours d’angle), le palais compte quelque 63 pièces. Le portail d’entrée du domaine (coté septentrional), le  « Mul Dhoka », est en fait plus ancien que le palais. De grande dimension, il fut construit en 1892 et est également connu sous le nom de « Baggi Dhoka » (« Portail des chariots ») car il est passage obligé des chars portant les divinités lors des processions religieuses. 
Le rez-de-chaussée est occupé par les bureaux de l’administration civile du district de Palpa. Un petit musée de culture locale et d’histoire de la principauté de Palpa est installé au premier étage.